# مترس (فیلم)
مترس فیلمی به کارگردانی و نویسندگی عزیزاله بهادری محصول سال ۱۳۵۲ است.

## خلاصه داستان
روز ازدواج نازنين (جميله) و نعيم (بهمن مفيد) پليس آنها را دستگير می كند. نعيم قاچاقچی سابقه داری است كه قصد حمل و نقل هرويين را داشته است. نعيم دستگير و نازنين آزاد می شود. او پرستاری مرد فلجی به نام امير (ايرج قادری) را می پذيرد كه پس از اطلاع از رابطه ي نامشروع همسرش از بلندی سقوط كرده و استخوان پاهايش شكسته است.

## بازیگران
- ایرج قادری
- جمیله
- علی میری
- بهمن مفید
- جهانگیر فروهر
- شهناز
- فریبا فروهر
- امیر شاهرخشاهی
- ملک خانم
- ذبیح‌الله ذبیح‌پور
- فولاد
- عباسی